# Legge 24 ottobre 1977, n. 801
La legge 24 ottobre 1977, n. 801 (genericamente nota come riforma dell'intelligence italiana del 1977) "Istituzione e ordinamento dei servizi per le informazioni e la sicurezza e disciplina del segreto di Stato", è stata la prima legge dello Stato che ha riformato la struttura e l'organizzazione dei servizi segreti e del segreto di Stato in Italia.

## Storia
Negli anni '70 il SID, allora unico servizio segreto italiano, era stato attraversato da lotte intestine tra il suo secondo direttore, il generale Vito Miceli, che nel 1970 aveva sostituito l'ammiraglio Henke, e il generale Gianadelio Maletti, dal 1971 capo dell'ufficio "D", quello del controspionaggio, entrambi coinvolti in inchieste giudiziarie. Contemporaneamente la lotta al terrorismo, e i suoi collegamenti esteri, aveva visto impreparati i servizi. 
Per questo in Parlamento nel gennaio 1977 venne istituita una Commissione speciale per la riforma dei servizi.
Il parlamento modificò radicalmente il sistema d'intelligence italiano, fino a quel momento tradizionalmente militare, istituendo due servizi, di cui uno con competenze anche antiterrorismo e sicurezza interna, composto essenzialmente da personale proveniente dalla Polizia, allora ancora ad ordinamento militare. Creò anche un sistema di controllo e un ente di coordinamento. La legge fu pubblicata nell'ottobre 1977, ma i due nuovi servizi furono attivi a partire dal gennaio 1978.
Questo sistema fu ulteriormente modificato, trent'anni dopo, con la riforma dell'intelligence italiana del 2007, quando lo spartiacque fu posto tra sicurezza "interna" e quella "esterna", come avviene anche in molti Paesi del mondo.

## La riforma
Con la contemporanea soppressione del Servizio Informazioni Difesa e la parallela chiusura dell'Ispettorato generale per l'azione contro il terrorismo del ministero dell'interno, furono istituiti due servizi: 
- il Servizio per le informazioni e la sicurezza militare (S.I.S.MI.);
- il Servizio per le informazioni e la sicurezza democratica (SISDE) con la

La legge attribuiva al Presidente del Consiglio dei Ministri "l'alta direzione, la responsabilità politica generale e il coordinamento della politica informativa e di sicurezza". Il SISMI continuava a dipendere, come già il SID, dal  Ministero della difesa, mentre il SISDE dipendeva direttamente dal Ministero dell'interno, il cui ministro ne curava l'ordinamento, le attività e ne nominava il direttore. 
Si istituiva un Comitato interministeriale per le informazioni e la sicurezza. Il neo costituito Comitato esecutivo per i servizi di informazione e sicurezza (C.E.S.I.S.), era invece il punto di raccordo fra i due servizi.
Infine nasceva anche il Comitato parlamentare di controllo sui servizi segreti (COPACO).
Infine con l'art. 12 si istituiva il segreto di Stato, nel codice penale fino ad allora definito solo come "segreto politico o militare".